# كازو اكيتا
كازو اكيتا (باليابانية: 穐田和恵؛ بالكانا: あきた かずえ) هي مغنية يابانية، ولدت في 23 فبراير 1985 في إكيدا في اليابان.

## وصلات خارجية
- الموقع الرسمي